# Carol al II-lea al Angliei
Carol al II-lea (engleză Charles II of England), (n. 29 mai/8 iunie 1630, Londra, Regatul Angliei – d. 6/16 februarie 1685, Londra, Regatul Angliei) a fost rege al Angliei, Scoției și Irlandei de la 30 ianuarie 1649 (de jure) sau de la 29 mai 1660 (de facto), până la moarte.

## Tinerețe

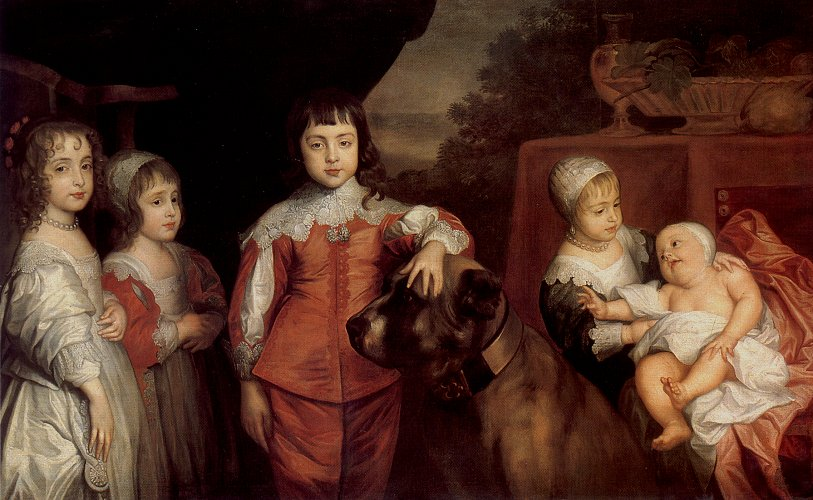
Copiii regelui Carol I. De la stânga la dreapta: Mary, Iacob, Carol, Elisabeta și Anne. Pictură de Anthony van Dyck, 1637.

Carol s-a născut la Palatul St. James la 29 mai 1630. Părinții lui au fost regele Carol I al Angliei care domnea peste trei regate: Anglia, Scoția și Irlanda, și a reginei Henrietta Maria a Franței, sora regelui Ludovic al XIII-lea al Franței. Carol a fost al doilea fiu și copil. Primul lor fiu, care s-a născut cu un an înainte de Carol, a murit după câteva ore de la naștere.
Anglia, Scoția și Irlanda au fost țările creștine, dar cultul a fost împărțit între diferite confesiuni, cum ar fi catolicism, anglicanism, prezbiterianism și puritanism. Carol a fost botezat la capela regală la 27 iunie de către episcopul anglican al Londrei, William Laud, și dat în grija protestantei contese de Dorset. La naștere, automat, a devenit Duce de Cornwall și Duce de Rothesay, pe lângă alte câteva titluri asociate. În jurul vârstei de opt ani a fost desemnat Prinț de Wales deși niciodată n-a fost formal investit.
În timpul anilor 1640, când Carol era încă tânăr, tatăl său a luptat în Războiul Civil Englez cu forțele parlamentare și puritane. El și-a însoțit tatăl în timpul bătăliei de la Edgehill și, la vârsta de paisprezece ani, a participat la campaniile din 1645, când a fost făcut comandant titular al forțelor engleze în West Country. Până în primăvara anului 1646, tatăl său a pierdut războiul și Carol a  părăsit Anglia din cauza temerilor pentru siguranța lui, mergând mai întâi la Insulele Scilly, apoi la Jersey, și în cele din urmă în Franța, unde mama lui deja trăia în exil iar vărul lui primar era micul rege în vârstă de opt ani, Ludovic al XIV-lea al Franței.

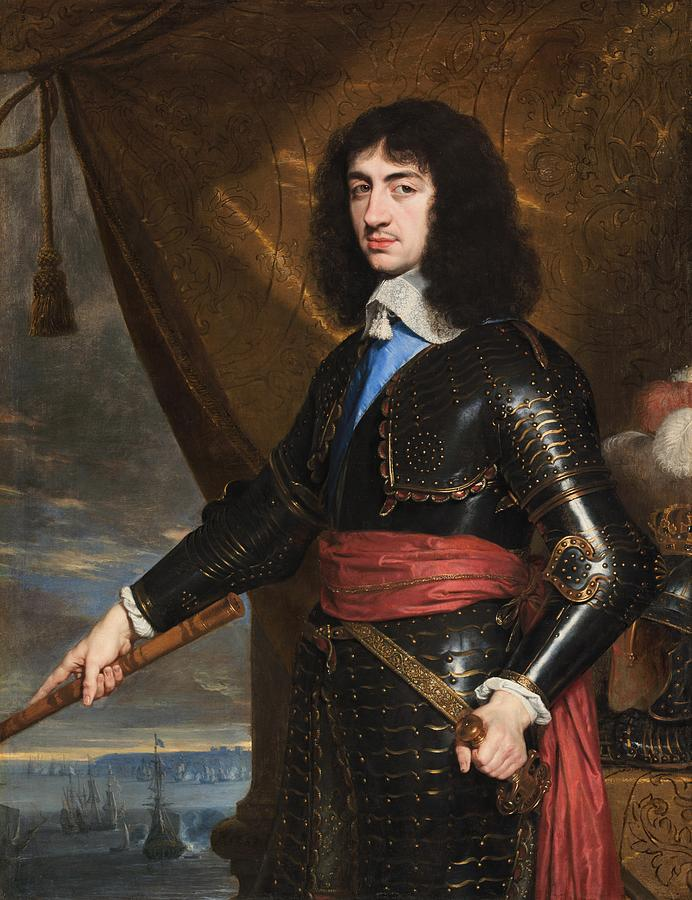
Carol al II-lea în exil, portret de Philippe de Champaigne, c. 1653

În 1648, în timpul celui de-al doilea război civil englez, Carol s-a mutat la Haga, unde sora lui Mary și cumnatul lui, Wilhelm al II-lea, Prinț de Orania, păreau a oferi un ajutor substanțial cauzei regaliste decât relațiile mamei sale de origine franceză. Totuși flota regală a lui Carol care a intrat sub controlul său nu a fost folosită ca avantaj și nu a ajuns în Scoția la timp pentru a se alătura armatei regaliste a Ducelui de Hamilton, înainte de a fi fost învinsă în bătălia de la Preston de parlamentari.
La Haga, Carol a avut o aventură scurtă cu Lucy Walter, care mai târziu a pretins în mod fals că s-au căsătorit în secret. Fiul ei, James Crofts (ulterior Duce de Monmouth și Duce de Buccleuch), a fost unul dintre mulții copii nelegitimi recunoscuți ai lui Carol și a devenit proeminent în viața politică britanică și în societate.
Carol I s-a predat în 1646. El a scăpat și a fost recapturat în 1648. În ciuda eforturilor diplomatice ale fiului său pentru a-l salva, Carol I a fost decapitat în 1649 iar Anglia a devenit republică. La 6 februarie, Parlamentul Scoției l-a proclamat pe Carol al II-lea ca rege al Marii Britanii însă a refuzat să-i permită să intre în Scoția decât dacă accepta prezbiterianismul de-a lungul insulelor britanice. A fost încoronat rege al Scoției la Scone, la 1 ianuarie 1651.

## Restaurația
După decesul lui Cromwell în 1658 (la 59 de ani), întreg edificiul prin care încercase să înlocuiască Anglia tradițională, s-a clătinat. Cromwell desemnase ca urmaș pe fiul său Richard, un om lipsit de har, incapabil să rezolve conflictul latent dintre armată și puterea civilă și să potolească resentimentele dintre șefii armatelor rivale. A fost obligat să abdice în 1659 și Protectoratul a fost abolit.
În timpul tulburărilor civile și militare care au urmat, George Monck, guvernatorul din Scoția, a fost preocupat de faptul că națiunea va coborî în anarhie. Monck și armata sa au mărșăluit la Londra și a forțat Parlamentului să readmită membri ai Parlamentului cel Lung excluși în decembrie 1648. Parlamentul cel Lung s-a autodizolvat și pentru prima dată în aproape 20 de ani, au existat alegeri generale. Grosul populației își dorea o restaurație decât un război civil sau o dictatură militară. Monk i-a invitat pe electori să aleagă o Cameră a Comunelor; mai târziu regele a confirmat această convocare și juriștii au menținut ficțiunea că monarhia nu și-a încetat niciodată existența. De fapt, regele a fost pus pe tron de o adunare convocată în mod neregulat însă fiind vorba de un rege legitim, desemnat pe baza dreptului de succesiune, hotărârea era inatacabilă.

## Domnia

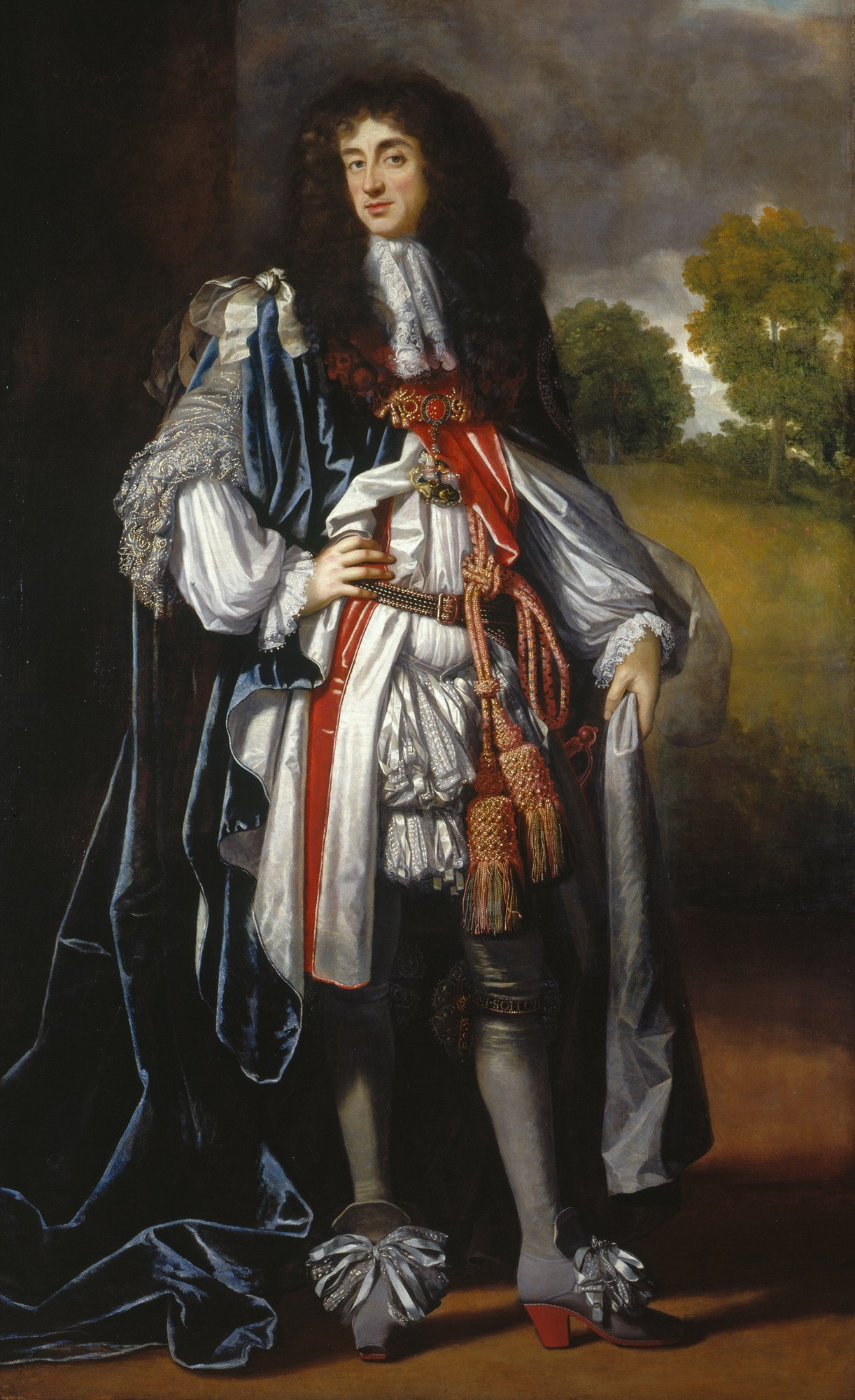
Portret al lui Carol al II-lea de pictorul olandez, Simon Pietersz.

La sfârșitul anului 1660, bucuria lui Carol la Restaurație a fost temperată de decesul fratelui său mai mic, Henry, și a surorii sale, Mary, de variolă. În același timp, Anne Hyde, fiica Lordului Cancelar Edward Hyde, a declarat că este însărcinată cu fratele lui Carol, Iacob, cu care se căsătorise în secret.
Parlamentul a fost dizolvat în decembrie 1660 și a avut loc încoronarea lui Carol la Westminster Abbey, la 23 aprilie  1661. Carol a fost ultimul suveran care a făcut procesiunea tradițională de la Turnul Londrei la Westminster Abbey cu o zi înainte de încoronare.
Deși comportamentul regelui ar fi trebuit să-i scandalizeze pe supușii săi (odată cu bagajele, Carol și-a adus și metresa Barbara Villiers care avea să devină Lady Castlemaine), Londra i-a făcut o primire călduroasă regelui. Curând, Carol a fost înconjurat de un adevărat harem iar moravurile curtenilor le-au imitat pe cele ale regelui. El a lăsat întreaga putere sfetnicului său din exil, Edward Hyde. Trupul lui Cromwell și a încă câțiva regicizi au fost dezgropate, spânzurate și apoi îngropate la piciorul spânzurătorii.
La scurt timp după încoronare se formează al doilea parlament englez. Nevoia de libertate este atât de puternică încât chiar și acest parlament nu îngăduie regelui nici armată permanentă, nici resurse suficiente pentru a se putea lipsi de parlament, nici tribunale de prerogativă.
Hyde s-a uzat repede la putere și nu era nevoie decât de un pretext pentru a-l înlocui. Pretextele n-au întârziat să apară: a fost răspunzător de căsătoria lui Carol cu o prințesă de Braganza, o portugheză catolică care s-a dovedit stearpă; în 1665 Londra a fost pustiită de o epidemie de ciumă la fel de îngrozitoare ca ciuma neagră; câteva luni mai târziu, un imens incendiu a distrus două treimi din Londra; în 1667 o flotă olandeză a urcat Tamisa și a ajuns până la Chatham ca să dea foc navelor engleze. Hyde a fugit în Franța atunci când pus sub acuzare pentru înaltă trădare. Puterea a trecut în mâna unui grup de cinci politicieni cunoscut sub numele Cabala - acronimul format de inițiala membrilor Clifford, Arlington, Buckingham, Ashley (ulterior Contele de Shaftesbury) și Lauderdale. De fapt, Cabala rar a acționat în mod concertat, iar curtea a fost de multe ori împărțită între două facțiuni conduse de Arlington și Buckingham, cu mai mult succes de Arlington.

### Politica externă și colonială
Începând cu 1640, Portugalia lupta în război împotriva Spaniei pentru a restaura independența după o uniune dinastică de șaizeci de ani între coroanele din Spania și Portugalia. Portugalia a fost ajutată de către Franța, însă prin Tratatul de la Pyrenees din 1659, Portugalia a fost abandonată de către aliatul său francez. Negocierile cu Portugalia pentru căsătoria lui Carol cu Ecaterina de Braganza au început în timpul domniei tatălui său și după restaurare, regina Luísa a Portugaliei, în calitate de regent, a reluat negocierile cu Anglia, care au rezultat într-o alianță.

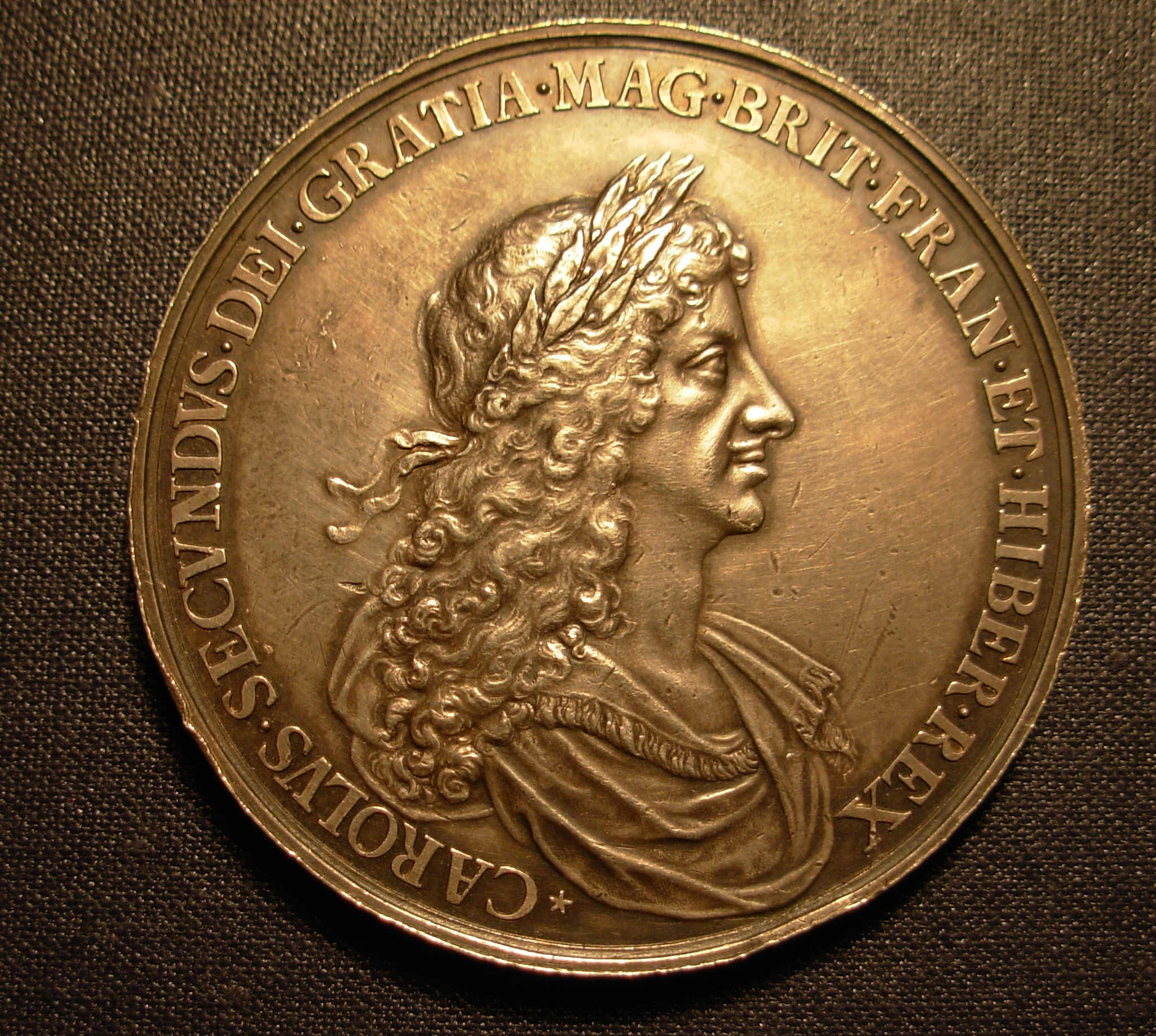
Carol al II-lea din profil pe o medalie din 1667 pentru a comemora Al Doilea Război Olandez.

La 23 iunie 1661, s-a semnat tratatul de căsătorie, zestrea Ecaterinei asigurând Angliei Tanger (în Africa de Nord) și șapte insule Bombay împreună cu privilegii comerciale în Brazilia și Indiile de Est și 2 milioane de coroane portugheze (în jur de 300.000 £) în timp ce Portugalia obținea sprijin militar și naval împotriva Spaniei și libertăți de cult pentru Ecaterina.
Ecaterina a pornit din Portugalia spre Portsmouth la 13-14 mai 1662, dar nu a fost vizitată acolo de Carol până la 20 mai. A doua zi, cei doi s-au căsătorit la Portsmouth, în două ceremonii - una catolică realizată în secret, urmată de un serviciu anglican public, la capela Domus Dei. La câteva săptămâni de la sosirea ei, ea a devenit conștientă de poziția ei dificilă ca soție a unui rege licențios însă deși Carol a continuat să aibă copii cu metresele sale, el a insistat ca ea să fie tratată cu respect.
În 1662, într-o mișcare nepopulară, Carol a vândut Dunkerque vărului său primar, regelui Ludovic al XIV-lea al Franței, pentru aproximativ 375.000 £. Canalul portului, deși un avanpost strategic valoros, a fost o scurgere asupra finanțelor limitate ale lui Carol.

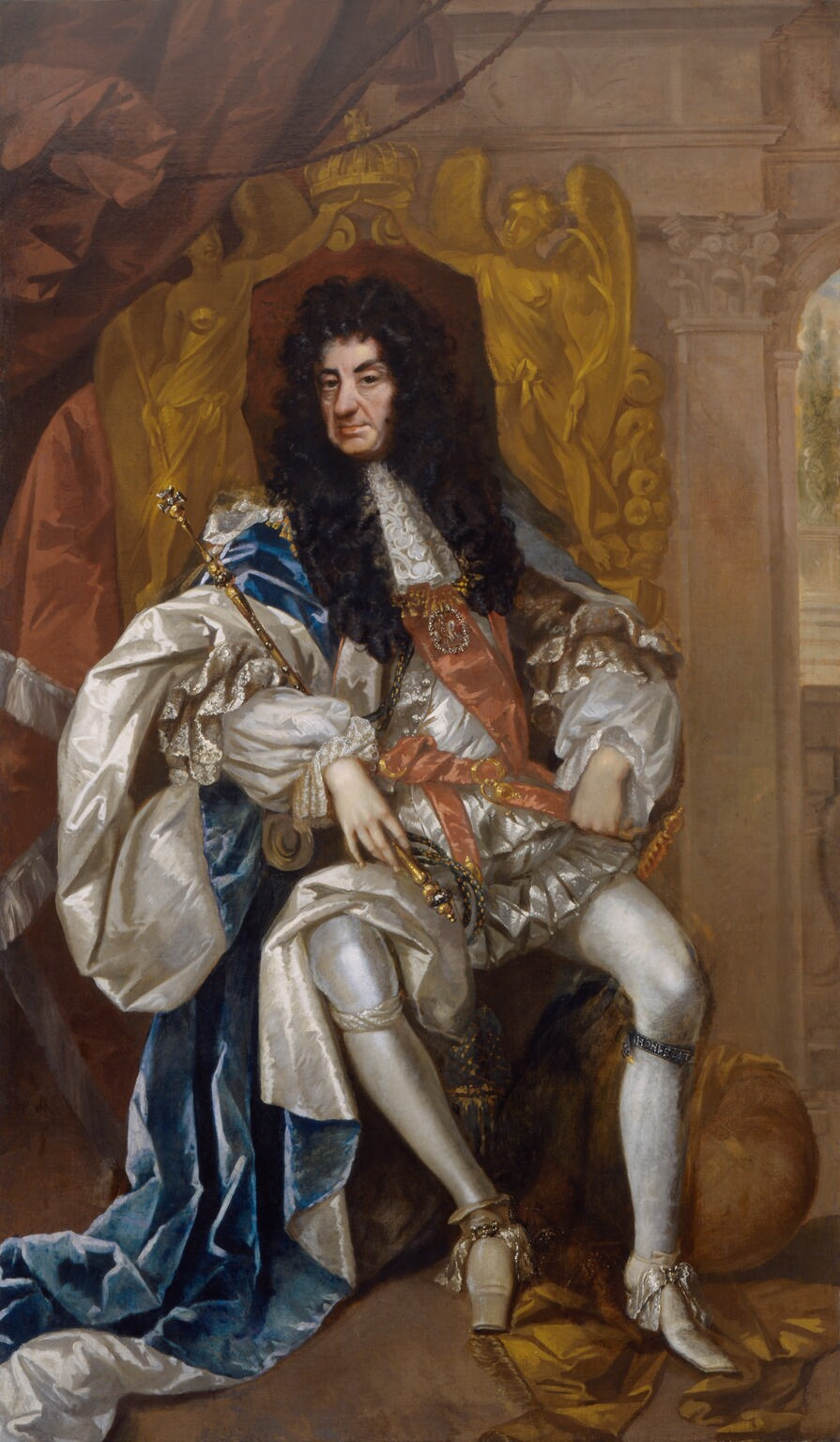
Carol al II-lea, portret de Thomas Hawker, 1680.

Înainte de restaurarea lui Carol, Actul de Navigare din 1650 a lovit comerțul olandez oferind navelor engleze un monopol, și a început Primul Război olandez (1652-1654). Pentru a pune bazele unui nou început, trimișii Stărilor Generale au apărut în noiembrie 1660 cu cadouri olandeze. Al Doilea Război Olandez (1665-1667) a fost inițiat de încercările engleze pentru a diminua posesiunile olandeze în Africa de Nord și în America de Nord.
Conflictul a început bine pentru Anglia, cu capturarea New Amsterdam (redenumit New York în onoarea fratelui lui Carol, Iacob, Duce de York) și o victorie în bătălia de la Lowestoft. În 1667 olandezii au lansat un atac surpriză atunci când au navigat în sus pe râul Tamisa unde o mare parte a flotei engleze era andocată. Aproape toate navele au fost scufundate, cu excepția navei "Royal Charles", care a fost dusă în Țările de Jos ca pe un trofeu.  Al doilea război olandez s-a încheiat cu semnarea Tratatul de la Breda (1667).
În 1668, Anglia s-a aliat cu Suedia și cu fostul său inamic Țările de Jos, în scopul de a se opune lui Ludovic al XIV-lea în Războiul descentralizării. Ludovic a făcut pace cu Tripla Alianță, dar el a continuat să-și mențină intențiile agresive față de Țările de Jos. În 1670, Carol, încercând să rezolve problemele sale financiare, a fost de acord cu Tratatului de la Dover, numit și Tratatul Doamnei, prin care Ludovic al XIV-lea ar trebui să-i plătească 160.000 £ în fiecare an. În schimb, Carol a fost de acord să-i furnizeze lui Ludovic trupe și să anunțe convertirea sa la romano catolicism "cât de curând bunăstarea regatului său va permite". Ludovic a vrut să-i trimită o trupă de 6000 de oameni pentru a suprima pe cei care se opuneau  convertirii. Carol s-a străduit să se asigure că Tratatul - mai ales clauza de conversie - a rămas secret. Rămâne neclar dacă regele a luat vreodată în serios să se convertească.

Parlamentul britanic a refuzat să voteze subsidii pentru impopularul război cu olandezii. În 1674 Carol a trebuit - fără voia lui- să trateze cu olandezii, și în 1677 nepoata sa Mary (fiica lui Iacob și a Annei Hyde) s-a măritat cu Wilhelm al III-lea de Orania. Tratatul Doamnei, ultima inițiativă personală a lui Carol în domeniul politicii externe, a fost un eșec.

### Conflictul cu Parlamentul
Deși anterior favorabile Coroanei, Parlamentul s-a distanțat de războaie regelui și politicile religioase din timpul anilor 1670. În 1672, Carol a emis Declarația regal de indulgență prin care el a pretins să se suspende toate legile penale împotriva romano-catolicilor și a disidenților religioși. În același an, el a susținut în mod deschis Franța catolică și a început Al Treilea Război Anglo-Olandez.
Parlamentul s-a arătat ferm și a refuzat să recunoască regelui dreptul de a reglementa asemenea chestiuni prin ordonanțe. Carol a șovăit, și-a amintit de rebeliune, de exilul săi și a cedat. De altfel, o parte din Cabală luase atitudine împotriva lui și-i impusese Test Act (Actul de mărturisire (a credinței)), răspuns național și protestant împotriva alianței cu Franța și a Declarației regale de indulgență. Această lege excludea din orice funcție publică pe cei care nu jurau credință supremației regelui și a comuniunii anglicane. Pair-ii catolici trebuiră să părăsească Camera Lorzilor și însuși fratele regelui s-a văzut constrâns să-și mărturisească crezul catolic.

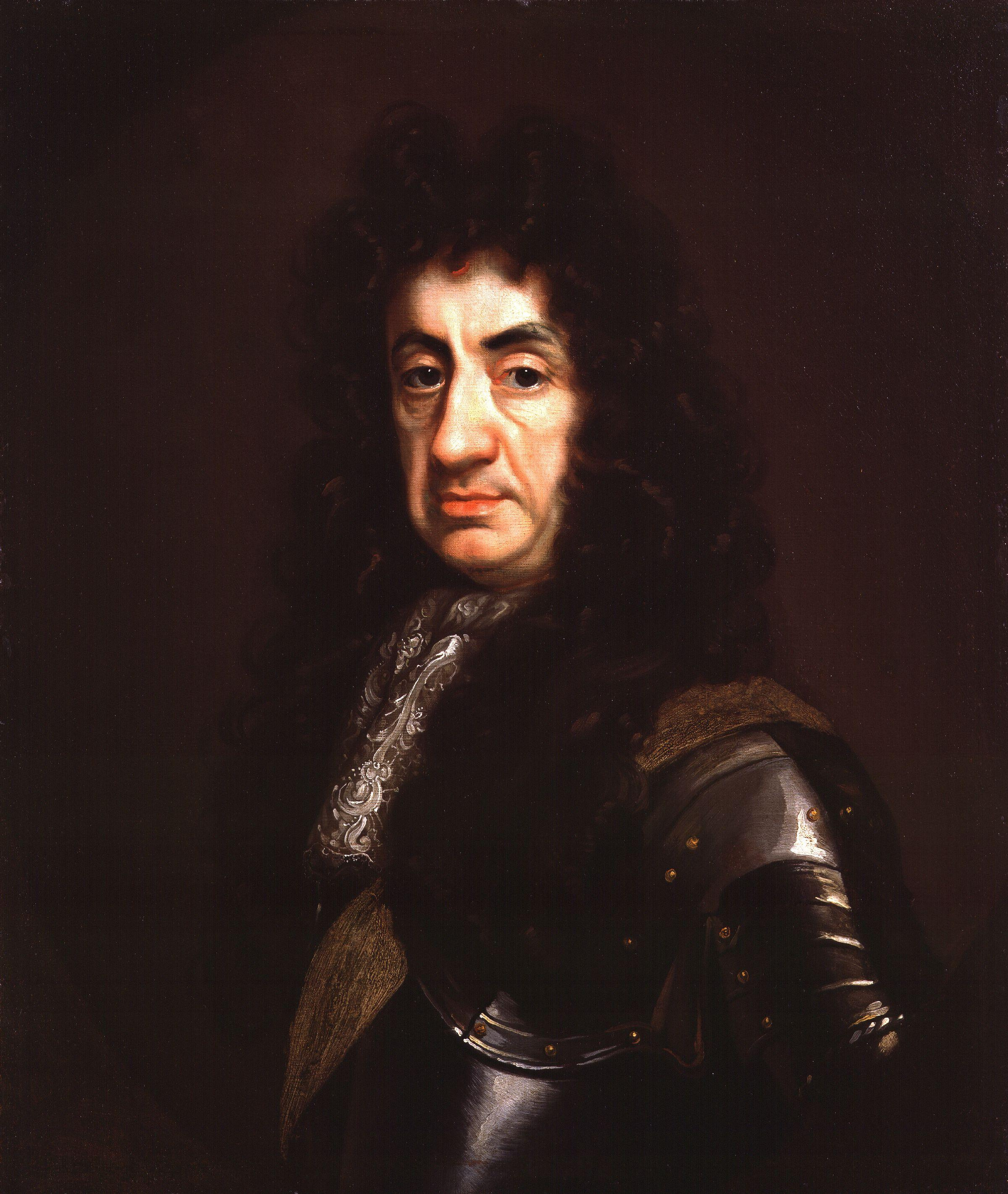
Carol al II-lea, portret de John Riley

Regina Ecaterina a fost în imposibilitatea de a produce un moștenitor; cele patru sarcini ale ei au ajuns la pierderi de sarcină și copiii născuți morți în 1662, februarie 1666, mai 1668 și iunie 1669. Prin urmare, moștenitorul lui Carol era nepopularul frate romano catolic, Iacob, Duce de York. În parte pentru a calma temerile publice că familia regală era prea catolică, Carol a fost de acord că fiica lui Iacob, Mary, să se căsătorească cu protestantul Wilhelm de Orania.

### Ultimii ani
În ultimii săi ani, Carol a trăit nepedepsit și fără rușine din subsidiile lui Ludovic al XIV-lea și a tolerat, în disprețul intereselor Angliei, ca Franța să se extindă în Flandra și pe Rin. Astfel, regele care trădase cu atâta grație Anglia, două religii, soția sa și toate metresele sale, a putut să-și mențină până la moarte voluptosul și periculosul său echilibru. "După ce voi muri și n-am să mai fiu printre voi - spunea el -, nu știu ce va face fratele meu. Mi-e tare teamă că după ce va ajunge rege, va fi obligat iarăși să peregrineze...Și totuși, voi avea grijă să-i las regatele mele în ordine."
La 2 februarie 1685 Carol a suferit un atac de apoplexie. A murit după patru zile, la vârsta de 54 de ani, la Palatul Whitehall. Pe patul de moarte, pentru prima oară, a cerut să se cheme un preot catolic și a primit prima și ultima miruire. Tot atunci a cerut fratelui său Iacob să aibă grijă de fostele sale metrese: "poartă-te bine cu Portsmouth și n-o lăsa pe săraca Nelly să moară de foame".
Boala sa bruscă a dus la suspiciunea de otravă în mintea multora, inclusiv a unuia dintre medicii regali; cu toate acestea, o analiză medicală modernă a considerat că simptomele bolii sale finale sunt similare cu cele ale uremiei (un sindrom clinic datorită disfuncției renale).
A fost înmormântat la Westminster Abbey "fără orice fel de fast" la 14 februarie.
Carol a fost succedat de fratele său, care a devenit Iacob al II-lea al Angliei și Irlandei și Iacob al VII-lea al Scoției.

## Titluri, onoruri și arme

Stema de arme ca Prinț de Wales
Stema de arme ca regele Carol al II-lea
Stema de arme ca regele Carol al II-lea în Scoția

## Copii
Cu Marguerite sau Margaret de Carteret
1. Scrisori susținând că ea a născut un fiu, pe nume James de la Cloche în 1646 sunt respinse de către istorici ca fiind false.[33]

Cu Lucy Walter (c.1630–1658)
1. James Crofts, mai târziu Scott (1649–1685), numit Duce de Monmouth (1663) în Anglia și Duce de Buccleuch (1663) în Scoția. Strămoș al lui Sarah, Ducesă de York. Monmouth s-a născut la nouă luni după ce Walter și Carol s-au întâlnit prima dată și a fost recunoscut ca fiul său de Carol al II-lea, însă Iacob al II-lea a sugerat că el era fiul unui alt iubit al ei, colonelul Robert Sidney, mai degrabă decât fiul lui Carol. Lucy Walter a avut o fiică, Maria Crofts, născută după James în 1651, însă nu Carol a fost tatăl ei, din moment ce el și Walter s-au despărțit în septembrie 1649.[7]

Cu Elizabeth Killigrew (1622–1680), fiica lui Sir Robert Killigrew, căsătorită cu Francis Boyle, Viconte Shannon în 1660
1. Charlotte Jemima Henrietta Maria FitzRoy (1650–1684), căsătorită prima dată cu James Howard și a doua oară cu William Paston, al 2-lea conte de Yarmouth.

Cu Catherine Pegge
1. Charles FitzCharles (1657–1680), cunoscut ca "Don Carlo", numit Conte de Plymouth (1675)
2. Catherine FitzCharles (n. 1658; ori a murit de mică ori a devenit călugăriță la Dunkirk)[34]

Cu Barbara Villiers (1641–1709), soția lui Roger Palmer, Conte de Castlemaine; numită Ducesă de Cleveland de drept.
1. Anne Palmer (Fitzroy) (1661–1722), măritată cu Thomas Lennard, Conte de Sussex. E posibil să fi fost fiica lui Roger Palmer, însă Carol a acceptat-o.[35]
2. Charles Fitzroy (1662–1730), numit Duce de Southampton (1675), a devenit al 2-lea Duce de Cleveland (1709)
3. Henry Fitzroy (1663–1690), numit Conte de Euston (1672), Duce de Grafton (1675), este al 7-lea străbunic al Dianei, Prințesă de Wales.
4. Charlotte Fitzroy (1664–1717), măritată cu Edward Lee, Conte de Lichfield
5. George Fitzroy (1665–1716), numit Conte de Northumberland (1674), Duce de Northumberland (1678)
6. Barbara (Benedicta) Fitzroy (1672–1737) – Ea este probabil copilul lui John Churchill, mai târziu Duce de Marlborough, care a fost unul dintre mulții iubiți ai Ducesei de Cleveland,[36] și nu a fost niciodată recunoascută de Carol ca fiică a lui.[37]

Cu Nell Gwyn (1650–1687)
1. Charles Beauclerk (1670–1726), numit Duce de St Albans (1684)
2. James, Lord Beauclerk (1671–1680)

Cu Louise Renée de Penancoet de Kérouaille (1649–1734), numită Ducesă de Portsmouth de drept (1673)
1. Charles Lennox (1672–1723), numit Duce de Richmond (1675) în Anglia și Duce de Lennox (1675) în Scoția. Strămoș al Diana, Prințesă de Wales; Camilla, Ducesă de Cornwall; și Sarah, Ducesă de York.

Cu Mary 'Moll' Davis, curtezană și actriță de reputație
1. Lady Mary Tudor (1673–1726), măritată cu Edward Radclyffe, al 2-lea Conte de Derwentwater; după decesul lui Edward, ea s-a măritat cu Henry Graham, și după decesul acestuia cu James Rooke.

Alte metrese probabile:
1. Christabella Wyndham[39]
2. Hortense Mancini, Ducesă de Mazarin[40]
3. Winifred Wells – una dintre doamnele de onoare ale reginei[41]
4. Jane Roberts – fiica unui preot[41]
5. Elizabeth, Contesă de Falmouth – văduva lui Charles Berkeley, Conte de Falmouth[41][42]
6. Elizabeth Fitzgerald, Contesă de Kildare[41]

## Bibliografia
- Abbot, Jacob. (1849). History of King Charles the Second of England. Arhivat în 18 februarie 2004, la Wayback Machine.
- Hilliam, David. (1998). Kings, Queens, Bones and Bastards: Who's who in the English Monarchy from Egbert to Elizabeth II. Gloucestershire: Sutton.
- The Royal Household. (2004). "Charles II". Official Web Site of the British Monarchy.